# Absage
Absage bezeichnet drei unterschiedliche Gegebenheiten:
1. Eine Absage ist eine Mitteilung, dass eine vorher getroffene Vereinbarung für ein in Zukunft stattfindendes Ereignis, beispielsweise ein Treffen, nicht stattfinden wird. Es kann sich dabei auch um die ablehnende Antwort auf eine Einladung handeln, in diesem Fall wäre die Vereinbarung noch nicht getroffen worden. Das Gegenteil dieser Absage ist die Zusage. In diesem Zusammenhang wird die Bezeichnung Absage auch bei Vorstellungsgesprächen verwendet, an dessen Anschluss der Bewerber die Mitteilung erhält, dass kein Angebot einer Zusammenarbeit unterbreitet wird.
2. Eine Absage im Rundfunk ist eine abschließende Mitteilung des Ansagers über eine gerade beendete Sendung. In den Anfangszeiten des Hörfunks und des Fernsehens  im deutschsprachigen Gebiet war es üblich, eine Sendung nicht nur anzusagen, sondern nach deren Ende auch den Zuhörer oder Zuschauer in einem kurzen Beitrag darüber zu informieren, welche Inhalte er soeben erfahren hatte. Im Laufe der Zeit wurde die Absage im Fernsehen durch den aus Spielfilmen bereits bekannten Abspann ersetzt. Nach Hörspielen im Hörfunk werden Autor, Personen und ihre Sprecher noch immer in der Absage genannt. Das Gegenstück zur Absage ist – am Beginn einer Sendung – die Ansage.
3. Eine Absage (auch uffsage) im Kontext der mittelalterlichen Fehdeführung ist die öffentliche Ankündigung der Feindschaft, ist im Grunde der Vorgang des Erklärens der Fehde. Der Begriff dieser Absage hat seine etymologische Herkunft möglicherweise im Begriff Apage. Die Absage realisiert sich mündlich oder im Fehdebrief (auch Widdersagebrief).

## Redewendung
Jemandem oder einer Sache eine Absage erteilen bedeutet, diesem ablehnend gegenüberzustehen oder sich diesem zu verweigern. Umgangssprachlich sagt man dazu auch eine Abfuhr erteilen.